# Mastacembelus

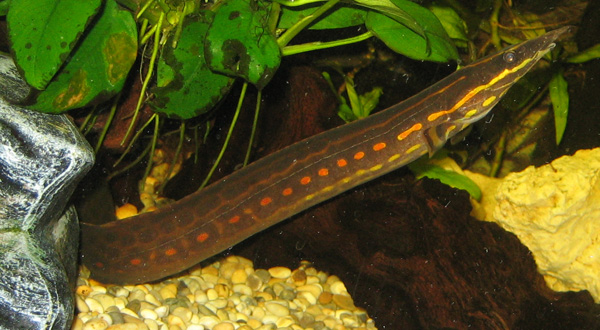
Mastacembelus erythrotaenia

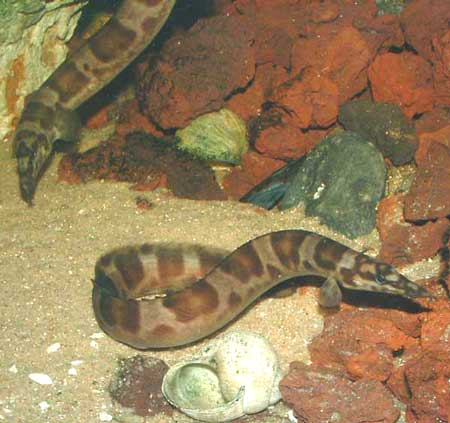
Mastacembelus ellipsifer

Mastacembelus és un gènere de peixos pertanyent a la família dels mastacembèlids.

## Taxonomia
- Mastacembelus alboguttatus (Boulenger, 1893)[4]
- Mastacembelus albomaculatus (Poll, 1953)[5]
- Mastacembelus ansorgii (Boulenger, 1905)[6]
- Mastacembelus armatus (Lacépède, 1800)[7]
- Mastacembelus aviceps (Roberts & Stewart, 1976)[8]
- Mastacembelus batesii (Boulenger, 1911)
- Mastacembelus brachyrhinus (Boulenger, (1899)[9]
- Mastacembelus brevicauda (Boulenger, 1911)
- Mastacembelus brichardi (Poll, 1958)[10]
- Mastacembelus catchpolei (Fowler, 1936)[11]
- Mastacembelus congicus (Boulenger, 1896)[12]
- Mastacembelus crassus (Roberts & Stewart, 1976)
- Mastacembelus cryptacanthus (Günther, 1867)[13]
- Mastacembelus cunningtoni (Boulenger, 1906)[14]
- Mastacembelus dayi (Boulenger, 1912)[15]
- Mastacembelus decorsei (Pellegrin, 1919)[16]
- Mastacembelus ellipsifer (Boulenger, 1899)[17]
- Anguila de foc (Mastacembelus erythrotaenia) (Bleeker, 1850)[18]
- Mastacembelus favus (Hora, 1924)[19]
- Mastacembelus flavidus (Matthes, 1962)[20]
- Mastacembelus flavomarginatus (Boulenger, 1898)[21]
- Mastacembelus frenatus (Boulenger, 1901)[22]
- Mastacembelus goro (Boulenger, 1902)[23]
- Mastacembelus greshoffi (Boulenger, 1901)[24]
- Mastacembelus kakrimensis (Vreven & Teugels, 2005)[25]
- Mastacembelus latens (Roberts & Stewart, 1976)[8]
- Mastacembelus liberiensis (Boulenger, 1898)[26]
- Mastacembelus loennbergii (Boulenger, 1898)[21]
- Mastacembelus marchei (Sauvage, 1879)[27]
- Mastacembelus marmoratus (Perugia, 1892)
- Mastacembelus mastacembelus (Banks & Solander, 1794)[28]
- Mastacembelus micropectus (Matthes, 1962)[20]
- Mastacembelus moeruensis (Boulenger, 1914)[29]
- Mastacembelus moorii (Boulenger, 1898)[30]
- Mastacembelus niger (Sauvage, 1879)[27]
- Mastacembelus nigromarginatus (Boulenger, 1898)[26]
- Mastacembelus notophthalmus (Roberts, 1989)[31]
- Mastacembelus oatesii (Boulenger, 1893)[4]
- Mastacembelus ophidium (Günther, 1894)[32]
- Mastacembelus pantherinus (Britz, 2007)[33]
- Mastacembelus paucispinis (Boulenger, 1899)[34]
- Mastacembelus plagiostomus (Matthes, 1962)[20]
- Mastacembelus platysoma (Poll & Matthes, 1962)[35]
- Mastacembelus polli (Vreven, 2005)[36]
- Mastacembelus praensis (Travers, 1992)[37]
- Mastacembelus reygeli (Vreven & Snoeks, 2009)[38]
- Mastacembelus robertsi (Vreven & Teugels, 1996)[39]
- Mastacembelus sanagali (Thys van den Audenaerde, 1972)[40]
- Mastacembelus sclateri (Boulenger, 1903)[41]
- Mastacembelus seiteri (Thys van den Audenaerde, 1972)[40]
- Mastacembelus sexdecimspinus (Roberts & Travers, 1986)[42]
- Mastacembelus shiloangoensis (Vreven, 2004)[43]
- Mastacembelus shiranus (Günther, 1896)[44]
- Mastacembelus signatus (Boulenger, 1905)[45]
- Mastacembelus simbi (Vreven & Stiassny, 2009)[46]
- Mastacembelus stappersii (Boulenger, 1914)[29]
- Mastacembelus taiaensis (Travers, 1992)[47]
- Mastacembelus tanganicae (Günther, 1894)[32]
- Mastacembelus tinwini (Britz, 2007)[33]
- Mastacembelus traversi (Vreven & Teugels, 1997)[48]
- Mastacembelus trispinosus (Steindachner, 1911)[49]
- Mastacembelus ubangensis (Boulenger, 1911)
- Mastacembelus unicolor (Cuvier, 1832)[50]
- Mastacembelus vanderwaali (Skelton, 1976)[51]
- Mastacembelus zebratus (Matthes, 1962)[20][52][53][54][55][56][57]

## Observacions
Algunes de les seues espècies són relativament freqüents al comerç de peixos d'aquari, com ara l'anguila de foc (Mastacembelus erythrotaenia) i Mastacembelus armatus.